# Metanarella
Metanarella is een geslacht van neteldieren uit de klasse van de Anthozoa (bloemdieren).

## Soort
- Metanarella nannolepis Cairns, 2012